# Dionysios İsa Gürbüz
Mor Dionysios İsa Gürbüz (* 1962 in Kfarze, Türkei) ist der amtierende syrisch-orthodoxe Patriarchalvikar der Diözese Schweiz & Österreich.

## Leben
Nach dem Besuch der türkischen Oberschule in Midyat wurde er 1985 Mönch im Kloster Mor Gabriel. Ab 1989 lehrte er Syrisch und Liturgik am syrisch-orthodoxen Theologischen Seminar in Damaskus. 1991 wurde er zum Priester geweiht und 1993 zum Spiritual des Seminars ernannt. 1996 empfing er die Bischofsweihe und wirkte als Sekretär des Patriarchen Ignatius Zakka I. Iwas. Von 1997 bis 2006 war er der erste syrisch-orthodoxe Bischof (Patriarchalvikar) für Deutschland.
Seit Februar 2006 betreut Mor Dionysios İsa Gürbüz die syrisch-orthodoxen Gemeinden in der Schweiz und in Österreich, wo die Zahl der syrisch-orthodoxen Christen auf 15.000 geschätzt wird. In Deutschland wurde sein Nachfolger Mor Julius Hanna Aydın.
Von Ende 2018 bis zur Bischofsweihe Gabriel Danho Dahhos am 10. April 2019 übernahm Gürbüz die vorübergehende Leitung des Patriarchalvikariats Jerusalem, Jordanien & Heiliges Land.

## Politische Positionen
In einem Artikel des Schweizer „Tages-Anzeigers“ vom 14. April 2016 wird Gürbüz mit Warnungen vor einem künftigen islamischen „Eurabia“ zitiert: „In 20, 30 Jahren wird es in Europa eine muslimische Mehrheit geben. Die Hälfte der europäischen Frauen wird dann einen Hijab tragen“. Die Agenda des Islam sei die immer gleich geblieben, nämlich die Christen aus dem Mittleren Osten zu vertreiben. „Was heute im Nahen Osten geschieht, wird auch hier in Europa passieren“.